# Ꜳ
Pour les articles homonymes, voir AA.
Cette page contient des caractères spéciaux ou non latins. S’ils s’affichent mal (▯, ?, etc.), consultez la page d’aide Unicode.
Ꜳ (minuscule ꜳ) est une voyelle et un graphème utilisé en vieux norrois au Moyen Âge. C’est une ligature appelée « double a », « a dans l’a », « a a liés », « a a collés » ou « aa ».

## Utilisation
Au Moyen Âge, le a dans l’a est utilisé pour représenter le /aː/ long.

## Représentations informatiques
L’a dans l’a peut être représenté avec les caractères Unicode (latin étendu D) suivants :
| Forme     | Représentation | Chaîne de caractères | Point de code | Description                |
| --------- | -------------- | -------------------- | ------------- | -------------------------- |
| capitale  | Ꜳ              | Ꜳ                    | U+A732        | lettre majuscule latine aa |
| minuscule | ꜳ              | ꜳ                    | U+A733        | lettre minuscule latine aa |